# Afrithelphusa afzelii
Afrithelphusa afzelli is een krabbensoort uit de familie van de Potamonautidae. De wetenschappelijke naam van de soort is voor het eerst geldig gepubliceerd in 1924 door Giuseppe Colosi.
De soort behoort tot het geslacht Afrithelphusa van zoetwaterkrabben en is endemisch in het West-Afrikaanse Sierra Leone. Er zijn slechts twee specimens bekend die in 1790-1800 op eenzelfde locatie in het westelijk deel van het regenwoud van Opper-Guinee werden verzameld door de Zweedse natuuronderzoeker Adam Afzelius, naar wie de soort is genoemd. Sedertdien is de soort niet meer waargenomen. Het is niet bekend hoe groot de populatie en haar verspreiding is.